# Gunung Singgalang
Gunung Singgalang är ett berg i Indonesien.   Det ligger i provinsen Sumatera Barat, i den västra delen av landet, 1 000 km nordväst om huvudstaden Jakarta. Toppen på Gunung Singgalang är 2 877 meter över havet, eller 1 740 meter över den omgivande terrängen. Bredden vid basen är 22,3 km.
Terrängen runt Gunung Singgalang är kuperad norrut, men söderut är den bergig.Runt Gunung Singgalang är det ganska tätbefolkat, med 104 invånare per kvadratkilometer. Närmaste större samhälle är Bukittinggi, 10,1 km norr om Gunung Singgalang. I omgivningarna runt Gunung Singgalang växer i huvudsak städsegrön lövskog.